# Conrad I d'Alemanya
Conrad I (890? - 23 de desembre de 918) va ser duc de Francònia (906-918) i rei de Frància Oriental (911-918).

## Biografia

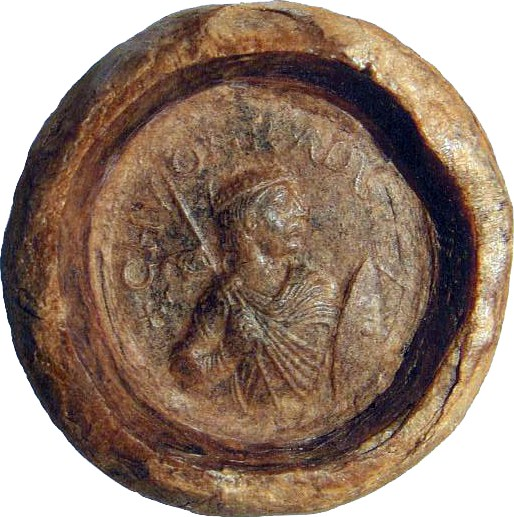
Segell del rei Conrad I

Va néixer vers l'any 890, fill del duc Conrad de Turíngia i net per via materna de l'emperador Arnulf de Caríntia. En aquells temps els conradins i la família rival dels Babenberg competien pel control del ducat de Francònia. El 906 es van enfrontar a prop de Fritzlar, en una batalla en la qual s'imposaren els conradins tot i que el seu líder Conrad de Turíngia va caure. El jove Conrad es convertí en duc de Francònia.
Encara que Carlemany va dissoldre els antics ducats tribals, els habitants de Frància Oriental encara vivien seguint diferents drets tribals segons el seu origen. Quan Lluís el Pietós va instal·lar els seus fills com a governants de les antigues àrees tribals, els problemes entre tribus van incrementar-se. Les interminables lluites fratricides i les consegüents incursions d'enemics externs, i en particular el domini del clergat i dels nobles al regne dels francs orientals en nom de Lluís IV d'Alemanya van provocar una nova pèrdua de prestigi per a la dinastia carolíngia. En la lluita defensiva contra els enemics externs, es va reforçar la posició dels poderosos nobles locals. Com a líders del seu grup tribal, sovint van liderar la batalla real contra els normands i els hongaresos, guanyant així prestigi. Com a resultat, els nobles més poderosos de les zones frontereres de Saxònia i Baviera van aconseguir una posició superior com a ducs relativament aviat. A partir de l'any 900, els poderosos nobles de Suàbia (Alamània), Francònia també van intentar assolir una posició ducal. A la mort de Lluís IV d'Alemanya l'any 911, ja hi havia tres ducs tribals establerts a Saxònia, Francònia i Baviera, que preferien un dels seus a un altre carolingi, i van escollir el franc i no carolingi Conrad com el nou rei de Franconia oriental. A partir de l'amenaça externa es va desenvolupar un cert sentiment d'unió, a partir del qual es va formar un imperi independent, que incloïa els (anomenats més joves) ducats tribals de Francònia, Saxònia, Baviera, Suàbia i, des del 925, Lorena.
El seu regne va estar marcat pels enfrontaments amb els cada cop més poderosos ducats de Baviera, Lorena, Saxònia i Suàbia, que no el reconeixien com a rei. Conrad va enfrontar-s'hi obertament, però va fracassar en els seus intents de sotmetre'ls. També va mantenir una aliança amb l'Església.
Va morir a Weilburg el 23 de desembre de 918, i fou enterrat a Fulda. Al llit de mort va convèncer el seu germà, el marcgravi Eberhard de Francònia, que oferís la corona germànica al duc de Saxònia Enric I l'Ocellaire, el seu adversari més destacat però l'únic a qui Conrad veia capaç de mantenir el regne unit davant les contínues disputes entre ducs i els creixents atacs dels hongaresos.

## Família

### Avantpassats
|  |                         |  |  |  |  |  |  |  |  |  |  |  |  |  |  |  |
|  | 4. Udo de Nèustria      |  |  |  |  |  |  |  |  |  |  |  |  |  |  |  |
|  |                         |  |  |  |  |  |  |  |  |  |  |  |  |  |  |  |
|  |                         |  |  |  |  |  |  |  |  |  |  |  |  |  |  |  |
|  | 2. Conrad de Turíngia   |  |  |  |  |  |  |  |  |  |  |  |  |  |  |  |
|  |                         |  |  |  |  |  |  |  |  |  |  |  |  |  |  |  |
|  |                         |  |  |  |  |  |  |  |  |  |  |  |  |  |  |  |
|  | 1. Conrad I             |  |  |  |  |  |  |  |  |  |  |  |  |  |  |  |
|  |                         |  |  |  |  |  |  |  |  |  |  |  |  |  |  |  |
|  |                         |  |  |  |  |  |  |  |  |  |  |  |  |  |  |  |
|  | 24. Lluís el Germànic   |  |  |  |  |  |  |  |  |  |  |  |  |  |  |  |
|  |                         |  |  |  |  |  |  |  |  |  |  |  |  |  |  |  |
|  |                         |  |  |  |  |  |  |  |  |  |  |  |  |  |  |  |
|  | 12. Carloman de Baviera |  |  |  |  |  |  |  |  |  |  |  |  |  |  |  |
|  |                         |  |  |  |  |  |  |  |  |  |  |  |  |  |  |  |
|  |                         |  |  |  |  |  |  |  |  |  |  |  |  |  |  |  |
|  | 25. Emma d'Altdorf      |  |  |  |  |  |  |  |  |  |  |  |  |  |  |  |
|  |                         |  |  |  |  |  |  |  |  |  |  |  |  |  |  |  |
|  |                         |  |  |  |  |  |  |  |  |  |  |  |  |  |  |  |
|  | 6. Arnulf de Caríntia   |  |  |  |  |  |  |  |  |  |  |  |  |  |  |  |
|  |                         |  |  |  |  |  |  |  |  |  |  |  |  |  |  |  |
|  |                         |  |  |  |  |  |  |  |  |  |  |  |  |  |  |  |
|  | 13. Litswinde           |  |  |  |  |  |  |  |  |  |  |  |  |  |  |  |
|  |                         |  |  |  |  |  |  |  |  |  |  |  |  |  |  |  |
|  |                         |  |  |  |  |  |  |  |  |  |  |  |  |  |  |  |
|  | 3. Glismut              |  |  |  |  |  |  |  |  |  |  |  |  |  |  |  |
|  |                         |  |  |  |  |  |  |  |  |  |  |  |  |  |  |  |
|  |                         |  |  |  |  |  |  |  |  |  |  |  |  |  |  |  |
|  | 7. Ota                  |  |  |  |  |  |  |  |  |  |  |  |  |  |  |  |
|  |                         |  |  |  |  |  |  |  |  |  |  |  |  |  |  |  |
|  |                         |  |  |  |  |  |  |  |  |  |  |  |  |  |  |  |

### Núpcies i descendents
Conrad es va casar el 913 amb Cunegunda, filla del comte de Suàbia Erchanger, vídua de Liutpold i mare del duc Arnulf de Baviera. Tingueren dos fills nascuts el 913: Cunegunda i Herman.